# بادام پرخار
بادام پرخار، بادام ترکمنستانی (نام علمی: Prunus spinosissima) نام یک گونه از سرده پرونوس است.